# Гай Оппій Сабін
Гай Оппій Сабін (лат. Gaius Oppius Sabinus; ? — 85 або 86) — державний та військовий діяч Римської імперії, консул 84 року.

## Життєпис
Походив з впливової плебейської родини. Його батько вже був сенатором (ймовірно це Спурій Оппій, хоча точно не доведено). Військову кар'єру розпочав ще за імператора Веспасіана. У 84 році став консулом разом з імператором Доміціаном. У серпні 85 року призначено імператорським легатом—пропретором провінції Мезія. Того ж року до римської провінції вдерлися війська даків. Взимку 85—86 років відбулася битва, в якій римляни зазнали поразки, а Гай Оппій загинув.